# Santa Sofía
Santa Sofía – miasto w Kolumbii, w departamencie Boyacá.